# دنیس شمیحال
دنیس آناتولیویچ شمیحال (اوکراینی: Денис Анатолійович Шмигаль ; زاده ۱۵ اکتبر ۱۹۷۵ یک کارآفرین و سیاستمدار اوکراینی است که از ۴ مارس ۲۰۲۰ به عنوان نخست‌وزیر اوکراین خدمت می‌کند شمیحال پیش از نخست‌وزیر شدن، فرماندار استان ایوانو فرانکیفسک بود.
شمیحال به عنوان نخست‌وزیر، مسئول اصلی پاسخ به همه‌گیری کووید-۱۹ در اوکراین بوده‌است.

## سابقه

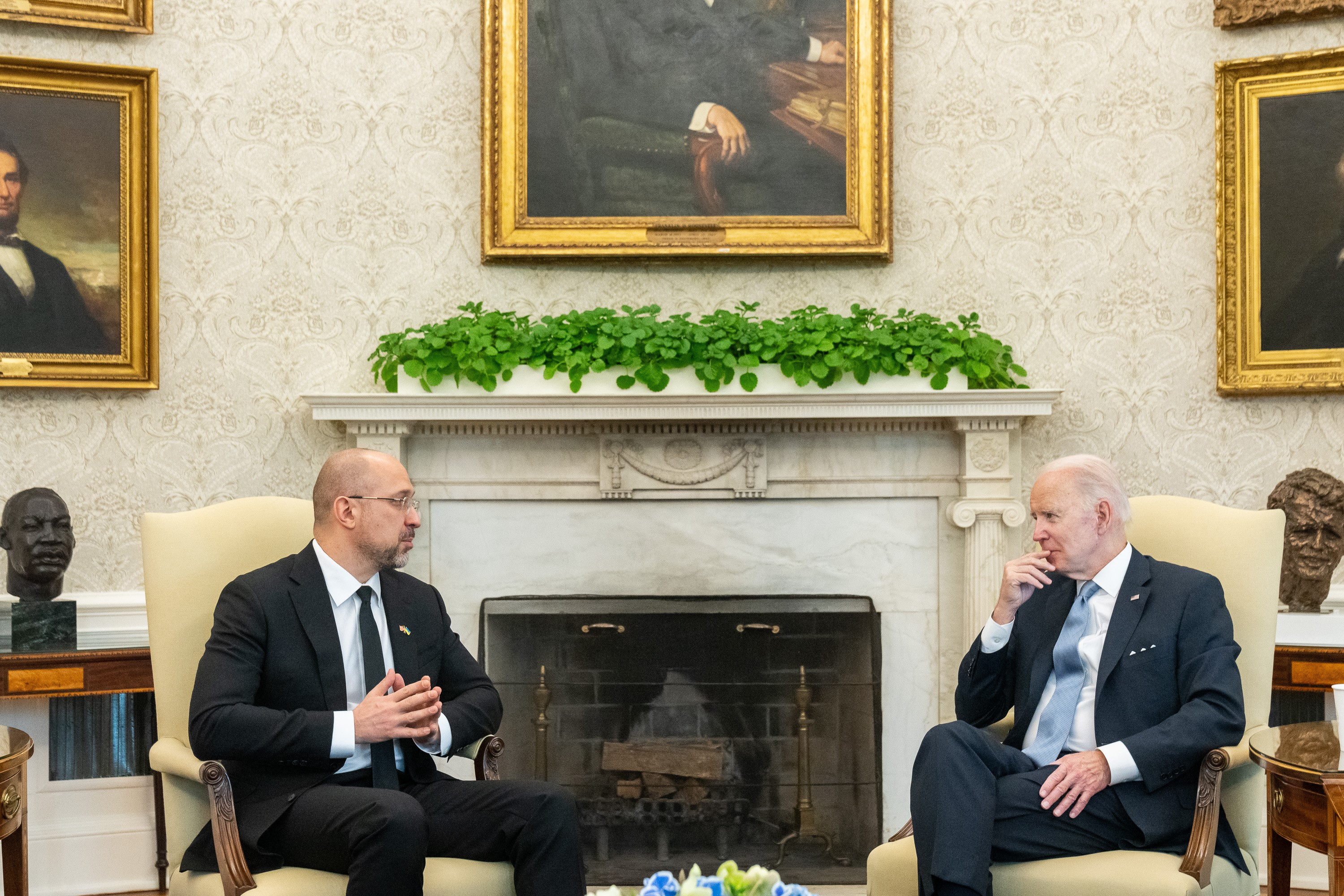
گفتگو شمیحال با جو بایدن در کاخ سفید

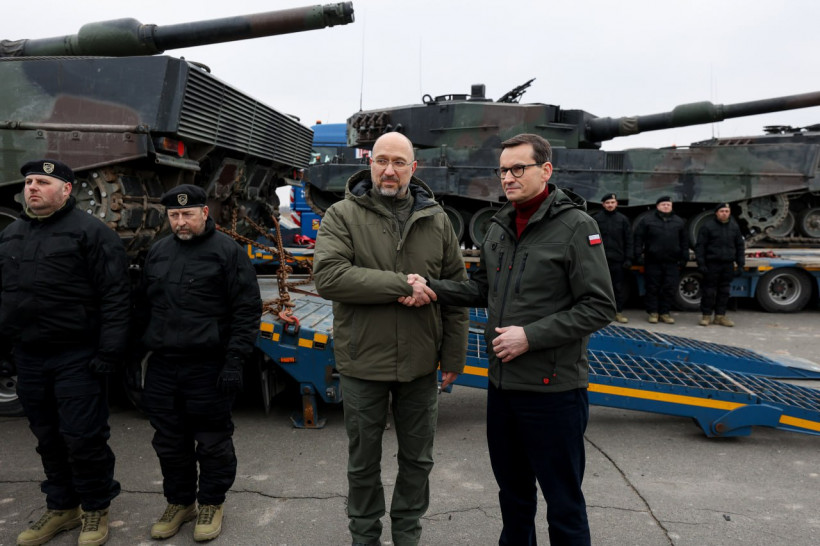
دیدار با نخست وزیر لهستان در کی‌یف

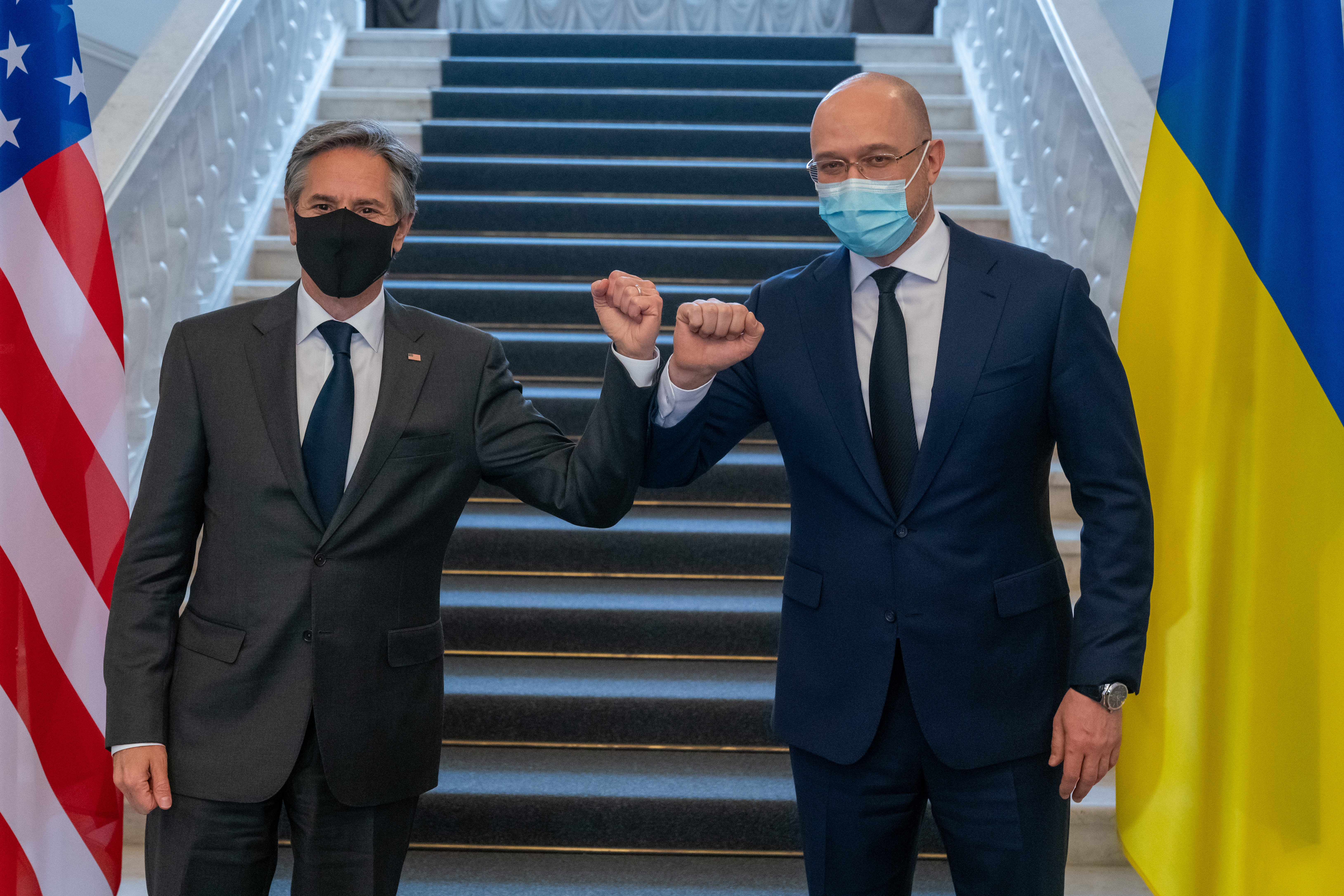
شمیحال در ۶ مه ۲۰۲۱ با آنتونی جی. بلینکن وزیر امور خارجه ایالات متحده در کیف، اوکراین ملاقات کرد.

شمیحال از ماه مه ۲۰۱۴ تا دسامبر ۲۰۱۴، به عنوان معاون دفتر منطقه ای وزارت درآمدها و وظایف در لویو کار می کرد.
او در انتخابات پارلمانی اوکراین (۲۰۱۴) به عنوان یک نامزد مستقل از حوزه انتخاباتی ۱۲۱ اوکراین، واقع در استان لویو، در انتخابات شرکت کرد. در نهایت او با به دست آوردن ۱۸۸ رای از راه یافتن به پارلمان باز ماند. 
او از سال ۲۰۱۵ تا ۲۰۱۷ به عنوان معاون توزیع کننده کالاهای منجمد مستقر در لویو TVK Lvivkholod خدمت کرد
از سال ۲۰۱۸ تا ۲۰۱۹، شمیحال به عنوان مدیر Burshtyn TES که بزرگترین تولیدکننده برق در ایوانو-فرانکیفسک و بخشی از شرکت نگهدار رینات آخمتوف است، کار کرد.
از ۱ اوت ۲۰۱۹ تا زمان رسیدن به وزارت، شمیحال فرماندار استان ایوانو-فرانکیفسک بود.
وی در ۴ فوریه ۲۰۲۰ به عنوان وزیر توسعه منطقه ای منصوب شد.
شمیحال در مارس ۲۰۲۰ جایگزین اولکسی هونچاروک به عنوان نخست‌وزیر اوکراین شد